# Yoell van Nieff
Yoëll van Nieff (Groningen, 1993. június 17. –) holland labdarúgó, jelenleg a Mumbai City játékosa.

## Pályafutása

### Klubcsapatokban
Van Nieff a holland FC Groningen akadémiáján nevelkedett, a felnőtt csapatban 2013. március 3-án mutatkozott be egy Roda JC elleni bajnoki mérkőzésen. 2015-ben holland kupát nyert a Groningennel. A 2018-2019-es szezonban a Heracles Almelo játékosaként tizenöt holland élvonalbeli mérkőzésen lépett pályára. 2019 júliusában szerződtette őt a magyar élvonalbeli Puskás Akadémia. 2019. augusztus 3-án mutatkozott be a magyar élvonalban új csapatában, melyen 72 perc játék lehetőséget kapott gólt nem szerzett, a Puskás Akadémia 3–1-re tud nyerni az Újpest FC vendégeként. A 2019–20-as idényben a bronzérmes csapat tagjaként 28 mérkőzésen 2 gólt szerzett. 2023 nyarán lejáró szerződését a felcsúti klub nem hosszabbította meg, ezt követően pedig az indiai Mumbai City-hez igazolt. A Puskás Akadémia színeiben összesen 126 tétmérkőzésen lépett pályára, és hat gólt szerzett.

### A válogatottban
2011. március 29-én van Nieff pályára lépett a holland U18-as válogatottban egy Lengyelország elleni barátságos mérkőzésen.

## Sikerei, díjai
FC Groningen
- Holland kupa: 2014–15

 Puskás Akadémia
- Magyar labdarúgó-bajnokság bronzérmes: 2019–20[4]
- Magyar labdarúgó-bajnokság ezüstérmes: 2020–21
- Magyar labdarúgó-bajnokság bronzérmes: 2021–22